# Дом Погодина
Дом Погодина — дом в Ростове-на-Дону, в котором с 1921 по 1924 год жил и работал драматург Н. Ф. Погодин (ул. Социалистическая, 52). Относится к выявленным памятникам культуры.

## История
Русский советский сценарист и драматург, заслуженный деятель искусств РСФСР (1949), лауреат Ленинской (1959) и двух Сталинских премий (1941, 1951) Николай Федорович Погодин — автор трилогии о В. И. Ленине «Человек с ружьём» (1937), «Кремлёвские куранты» (1940), «Третья патетическая» (1958) с 1920 года работал в ростовской газете «Трудовая жизнь». Проживал в старинном здании на улице Социалистическая. В 1925 году уехал жить в Москву.
Около парадного входа в здание, где жил драматург в Ростове-на-Дону, в 1971 году была установлена мемориальная доска с надписью: «В этом доме в 1921—1924 гг. жил выдающийся советский драматург Николай Федорович Погодин (Стукалов)». Мемориальный облик комнаты драматурга к настоящему времени утрачен.

## Архитектура
Дом, в котором жил драматург Н. Ф. Погодин расположен на улице Социалистическая (бывшая Б. Никольская), 50а. Дом построен в конце XIX века и перестраивался во 2-й половине 40-х годов XX века.
Дом трехэтажный, кирпичный, оштукатуренный. Первый этаж контрастирует с верхними оттенком серого цвета. Фасад здания имеет боковые и центральные раскреповки, завершающиеся аттиками. Архитектурный облик этого фасада определяет рустовка всех этажей, замковые камни над оконными проемами, декоративное оформление парадного входа и крайнего полуциркульного окна, межэтажные и венчающие карнизы, балконы 2 и 3 этажей с ажурными решетками, междуэтажные тяги и профилированный карниз. Парадный вход в здание устроен в его правой части.
В плане дом сложной конфигурации, основу планировки составляют секции квартир, группирующихся вокруг лестничной клетки. Здание имеет полуподвальные помещения. Первый этаж занимает косметическая кампания с двумя отдельными входами со стороны фасада.